# CSC de Cayenne
Club Sportif et Culturel de Cayenne (CSC de Cayenne) là một câu lạc bộ bóng đá Guyane thuộc Pháp có trụ sở ở thủ đô Cayenne thi đấu ở Giải bóng đá vô địch quốc gia Guyane thuộc Pháp.